# Independencia (Uruguay)
Pour les articles homonymes, voir Independencia.
Independencia est une ville de l'Uruguay située dans le département de Florida. Sa population est de 454 habitants.

## Infrastructure
La ville possède une gare qui relie Montevideo et Paso de los Toros.

## Population
| Année | Population |
| ----- | ---------- |
| 1963  | 142        |
| 1975  | 188        |
| 1985  | 286        |
| 1996  | 410        |
| 2004  | 454        |

Référence,: